# 키엔조조구

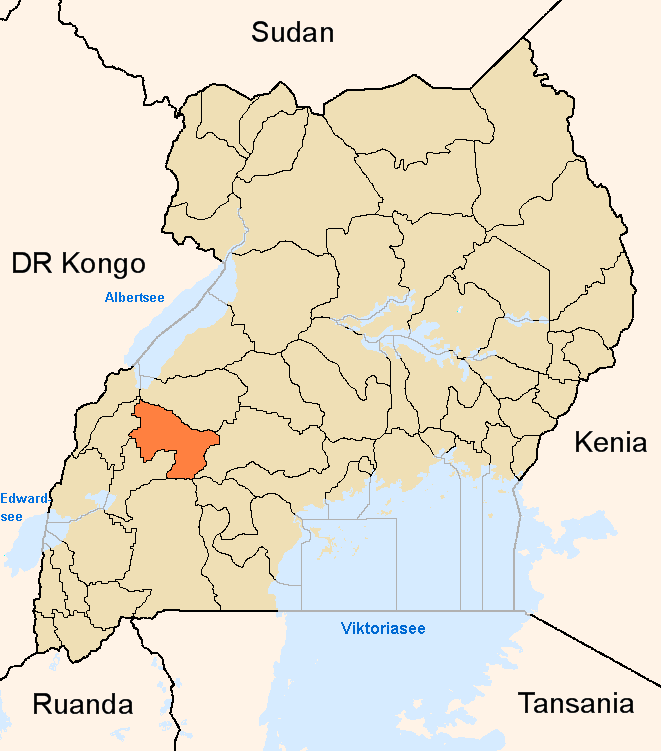
키엔조조 구의 위치

키엔조조구(Kyenjojo)는 우간다 서부에 위치한 구로, 행정 중심지는 키엔조조이며 인구는 380,540명(2002년 인구 조사 기준)이다.
행정 구역상으로는 서부 주에 속하며 2개 군(키아카 군, 음웽게 군)을 관할한다. 북쪽으로는 키발레 구, 동쪽으로는 무벤데 구, 남동쪽으로는 셈바불레 구, 남쪽으로는 키루후라 구, 캄웽게 구와 접한다.